# Lancetes tarsalis
Lancetes tarsalis là một loài bọ cánh cứng trong họ Bọ nước. Loài này được Riha miêu tả khoa học năm 1961.